# Zejnab Chanlarova
Zejnab Chanlarova, ázerbájdžánsky Zeynəb Yəhya qızı Xanlarova, (* 28. prosince 1936 Baku) je ázerbájdžánská zpěvačka - sopranistka.

## Životopis
Narodila se jako nejmladší z pěti dětí. V roce 1956 absolvovala v Baku pedagogickou školu a v roce 1961 hudební školu Asafa Zejnally. Ve stejném roce se stala sólistkou Ázerbájdžánské státní opery a baletu. Věnovala se také ázerbájdžánskému hudebnímu stylu mugam. Největšího úspěchu dosáhla v žánru estrády. Její repertoár zahrnuje skladby Tofiga Gulijeva, Arifa Melikova, Alakbara Tagijeva, Emina Sabitogly, Kary Karajeva, Fikreta Amirova a dalších známých skladatelů. Během své více než 50leté hudební kariéry navštívila řadu zemí.
Opakovaně se politicky angažovala.

## Vyznamenání
- Národní umělkyně Ázerbájdžánu (1975) – za velké zásluhy při rozvoji ázerbájdžánského sovětského hudebního a divadelního umění
- Národní umělkyně Arménie (15. března 1978) – za zásluhy o rozvoj kulturních vztahů mezi Arménskou SSR a Ázerbájdžánskou SSR a vysoké osobní dovednosti[2]
- Národní umělkyně Sovětského svazu (28. července 1980) – za velké úspěchy při rozvoji sovětského hudebního umění
- Státní cena Ázerbájdžánské SSR (1987)
- Řád nezávislosti (26. prosince 2006, Ázerbájdžán)[3] – za velké zásluhy v rozvoji hudební kultury Ázerbájdžánu
- Řád Hejdara Alijeva (26. prosince 2016, Ázerbájdžán)[4] – za zvláštní zásluhy o rozvoj ázerbájdžánské kultury
- Řád přátelství mezi národy (26. prosince 1986, Sovětský svaz) – za zásluhy o rozvoj sovětského hudebního umění
- Odznak cti (2. července 1971, Sovětský svaz)